# Parafia Matki Bożej Częstochowskiej w Modlikowicach
Parafia Matki Bożej Częstochowskiej w Modlikowicach – parafia rzymskokatolicka w dekanacie Chojnów w diecezji legnickiej. Erygowana w 1958.

## Proboszczowie
- ks. kan. Bronisław Tarczyński (1970–2014)[3]
- ks. kan. Tadeusz Stelmach (2014–2025)[4]
- ks. Damian Skrzypek (od 2025 administrator)